# Nassaukade 18 (Amsterdam)
Nassaukade 18 te Amsterdam is een gebouw aan de Nassaukade in Amsterdam-West.
Het pand stamt uit 1881 en is ontworpen door de timmerman, aannemer en architect annex aannemer Johannes Engelfriet (Rotterdam 1851-aldaar 1934). Engelfriet woonde kortstondig op nummer 17 met zijn gezin, maar na een paar maanden vertrok hij mede vanwege een faillissement weer terug naar Rotterdam. Hij ontwierp voor dit stukje twee bijna identieke (maar gespiegelde) gebouwen, Nassaukade 17 en 18. De ontwerpen zijn niet toe te wijzen aan een speciale bouwstijl; zijn ingedeeld onder eclectische bouwkunst. Beide zijn rijk gedecoreerd met beeldhouwwerken in de gevel. Het gebouw huisnummer 18 werd 30 september 2008 tot gemeentelijk monument verklaard.
Daar waar het portiek van nummer 17 voorzien werd van tegeltableaus bleven de wanden hier kaal. In tegenstelling tot nummer 17 heeft het een speels gevelsteentje.

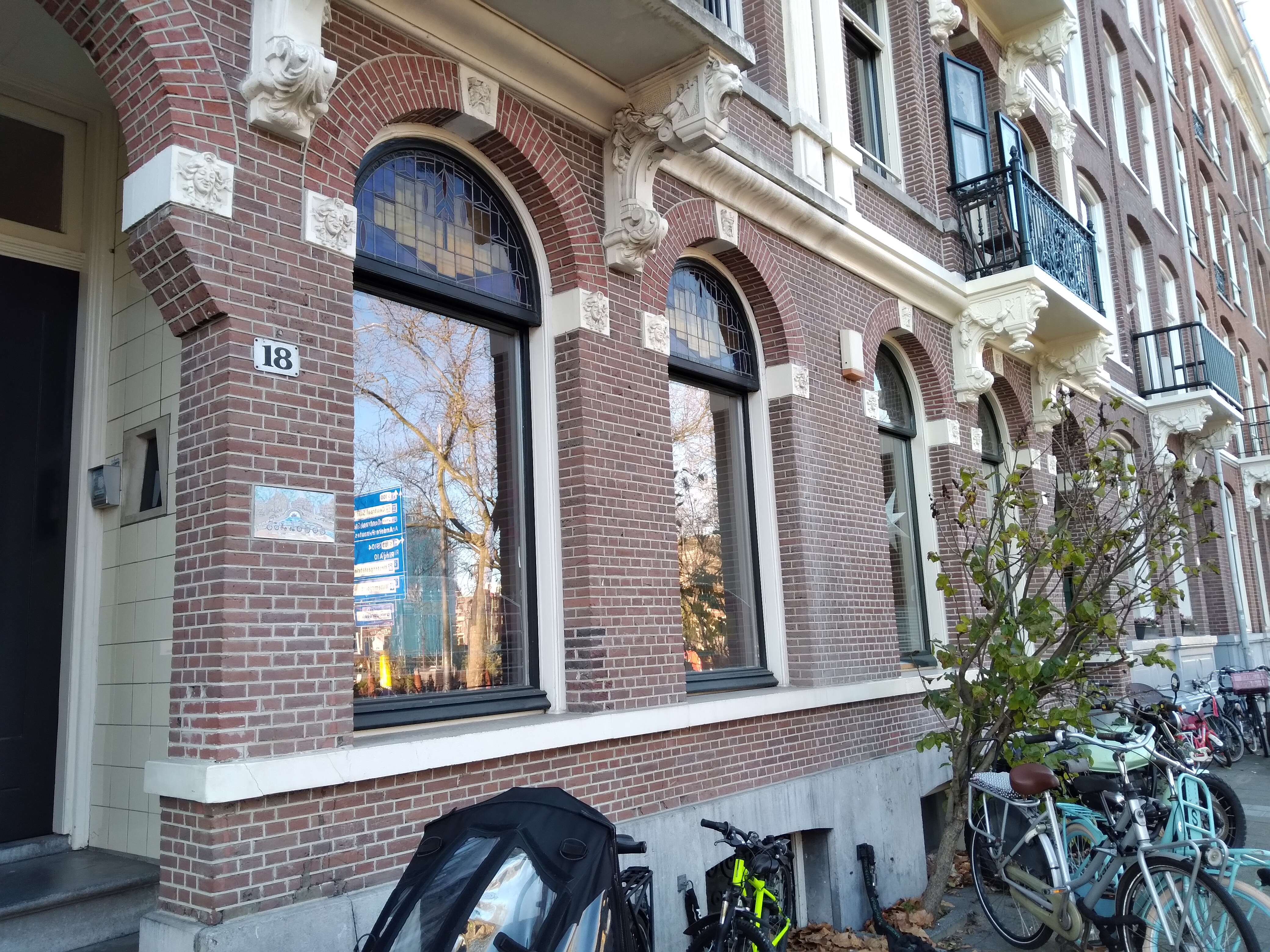
Versieringen Nassaukade 18 met gevelsteentje (november 2020)